# La Vèze
La Vèze est une commune française située dans le département du Doubs, la région culturelle et historique de Franche-Comté et la région administrative Bourgogne-Franche-Comté.
Ses habitants s'appellent les Véziers.

## Géographie

### Climat
Pour des articles plus généraux, voir Climat de la Bourgogne-Franche-Comté et Climat du Doubs.
En 2010, le climat de la commune est de type climat de montagne, selon une étude du Centre national de la recherche scientifique s'appuyant sur une série de données couvrant la période 1971-2000. En 2020, Météo-France publie une typologie des climats de la France métropolitaine dans laquelle la commune est exposée à un climat semi-continental et est dans la région climatique  Jura, caractérisée par une forte pluviométrie en toutes saisons (1 000 à 1 500 mm/an), des hivers rigoureux et un ensoleillement médiocre. 
Pour la période 1971-2000, la température annuelle moyenne est de 10,1 °C, avec une amplitude thermique annuelle de 17,3 °C. Le cumul annuel moyen de précipitations est de 1 270 mm, avec 13,1 jours de précipitations en janvier et 9,9 jours en juillet. Pour la période 1991-2020, la température moyenne annuelle observée sur la station météorologique de Météo-France la plus proche, « Besançon », sur la commune de Besançon à 5 km à vol d'oiseau, est de 11,4 °C et le cumul annuel moyen de précipitations est de 1 157,0 mm. 
La température maximale relevée sur cette station est de 40,3 °C, atteinte le 28 juillet 1921 ; la température minimale est de −20,7 °C, atteinte le 9 janvier 1985,,. 
Les paramètres climatiques de la commune ont été estimés pour le milieu du siècle (2041-2070) selon différents scénarios d'émission de gaz à effet de serre à partir des nouvelles projections climatiques de référence DRIAS-2020. Ils sont consultables sur un site dédié publié par Météo-France en novembre 2022.

## Urbanisme

### Typologie
Au 1er janvier 2024, La Vèze est catégorisée commune rurale à habitat dispersé, selon la nouvelle grille communale de densité à 7 niveaux définie par l'Insee en 2022.
Elle appartient à l'unité urbaine de Saone, une agglomération intra-départementale dont elle est une commune de la banlieue,. Par ailleurs la commune fait partie de l'aire d'attraction de Besançon, dont elle est une commune de la couronne,. Cette aire, qui regroupe 310 communes, est catégorisée dans les aires de 200 000 à moins de 700 000 habitants,.

### Occupation des sols
L'occupation des sols de la commune, telle qu'elle ressort de la base de données européenne d’occupation biophysique des sols Corine Land Cover (CLC), est marquée par l'importance des forêts et milieux semi-naturels (46,6 % en 2018), en diminution par rapport à 1990 (47,5 %). La répartition détaillée en 2018 est la suivante :
forêts (46,6 %), zones agricoles hétérogènes (34,5 %), zones urbanisées (6,7 %), terres arables (6,1 %), prairies (4,9 %), zones humides intérieures (0,8 %), espaces verts artificialisés, non agricoles (0,3 %). L'évolution de l’occupation des sols de la commune et de ses infrastructures peut être observée sur les différentes représentations cartographiques du territoire : la carte de Cassini (XVIIIe siècle), la carte d'état-major (1820-1866) et les cartes ou photos aériennes de l'IGN pour la période actuelle (1950 à aujourd'hui).

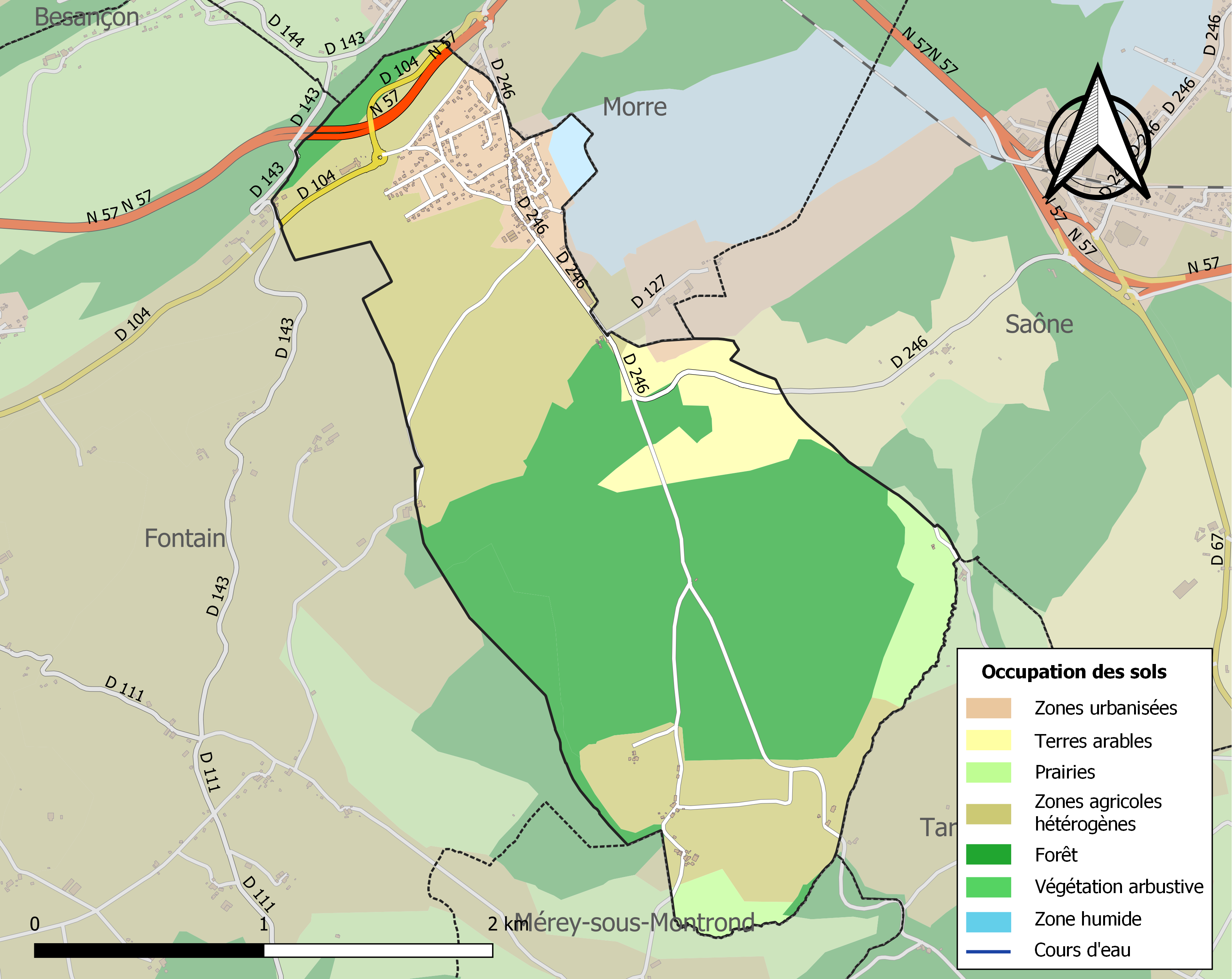
Carte des infrastructures et de l'occupation des sols de la commune en 2018 (CLC).

## Toponymie
Domus Léprosorum Vézias en 1233 ; de Vizia en 1251 ; de Vezia en 1262 ; la Vèse en 1417 ; la Vèze en 1547 ; La Vaise au XVIIe siècle.

## Histoire
Lieu désert et amplement boisé, La Vèze est révélée entre le VIIIe siècle et le XVe siècle lors de la venue à Besançon de personnages de haut rang ; son territoire dépend alors de la ville et c'est en ce lieu, point extrême de la cité et seule issue praticable vers les plateaux, que les notables vont accueillir leurs hôtes.
Les magistrats font, dès 1233, défricher une partie de la Forêt d'Aglans et l'habitat, outre la léproserie du XIIIe siècle, ne sera développé qu'au XVe siècle. Une enquête est effectuée en 1516, sans résultat d'ailleurs, afin de prouver que La Vèze est du comté de Bourgogne et non de la banlieue de la cité.
La construction de la citadelle de Besançon, à la fin du XVIIe siècle, marque la fermeture de la voie de liaison avec Besançon, via le mont Saint-Étienne.
La commune est occupée en 1814 par les Autrichiens. La gestion du village devient difficile de par son isolement. Une première pétition signée par le dixième de la population en 1822 adressée au maire, suivie d'une seconde en 1833 adressée au préfet conduit à l'ordonnance du roi des Français Louis-Philippe Ier le 20 mai 1835 : la section de La Vèze est distraite de la commune de Besançon, département du Doubs, et érigée en commune particulière. A cette date, les habitants de La Vèze ont souhaité disposer des champs de cultures et pâturages, la commune de Besançon conservant, à titre privé, la partie boisée c’est-à-dire le bois d’Aglans. Le partage des biens s'avère beaucoup plus difficile et nécessite jugements et arrêts, conduisant la municipalité à demander en 1856 de rentrer dans la position d'avant 1835. Les experts poursuivent néanmoins leur mission jusqu'en 1862, condamnant l'une des plus petites communes de France et des plus pauvres du département à végéter.
Dans le bois d’Aglans est créé, en 1870, un réseau de captage d’eau potable (22 points), servant à l’alimentation de Besançon, grâce à une conduite posée le long de la voie ferrée  Besançon - Le Locle. Ce réseau n'a été abandonné qu'en 1978.
La construction de la voie ferrée est à l'origine de la réalisation, en 1884, de la route joignant La Vèze à la gare de Saône en contournant le marais.
Lors du premier conflit mondial, avec à peine plus de trois cents habitants, elle doit pourvoir à ses frais à la fourniture de la paille, du chauffage et de l'éclairage des 750 hommes du 4e régiment territorial d'infanterie... Pour lutter contre les incendies qui détruisent régulièrement une grande partie des maisons, une pompe est acquise en 1855. Le corps des sapeurs-pompiers sera dissous en 1956.
Longtemps limitée à la seule léproserie, avec la présence d'un moulin sur le ruisseau du Pontot qui ne l'alimente que la moitié de l'année, le village se développe peu à peu et ses habitants travaillent souvent dans les bois, à la tuilerie située au centre du bourg, l'hiver à la récupération de la glace sur les étangs du pourtour du marais de Saône ou dans une agriculture faiblement développée.

## Transport
La Vèze est desservi par la ligne  23 et la ligne Diabolo 411 du réseau de transport en commun Ginko.

## Politique et administration

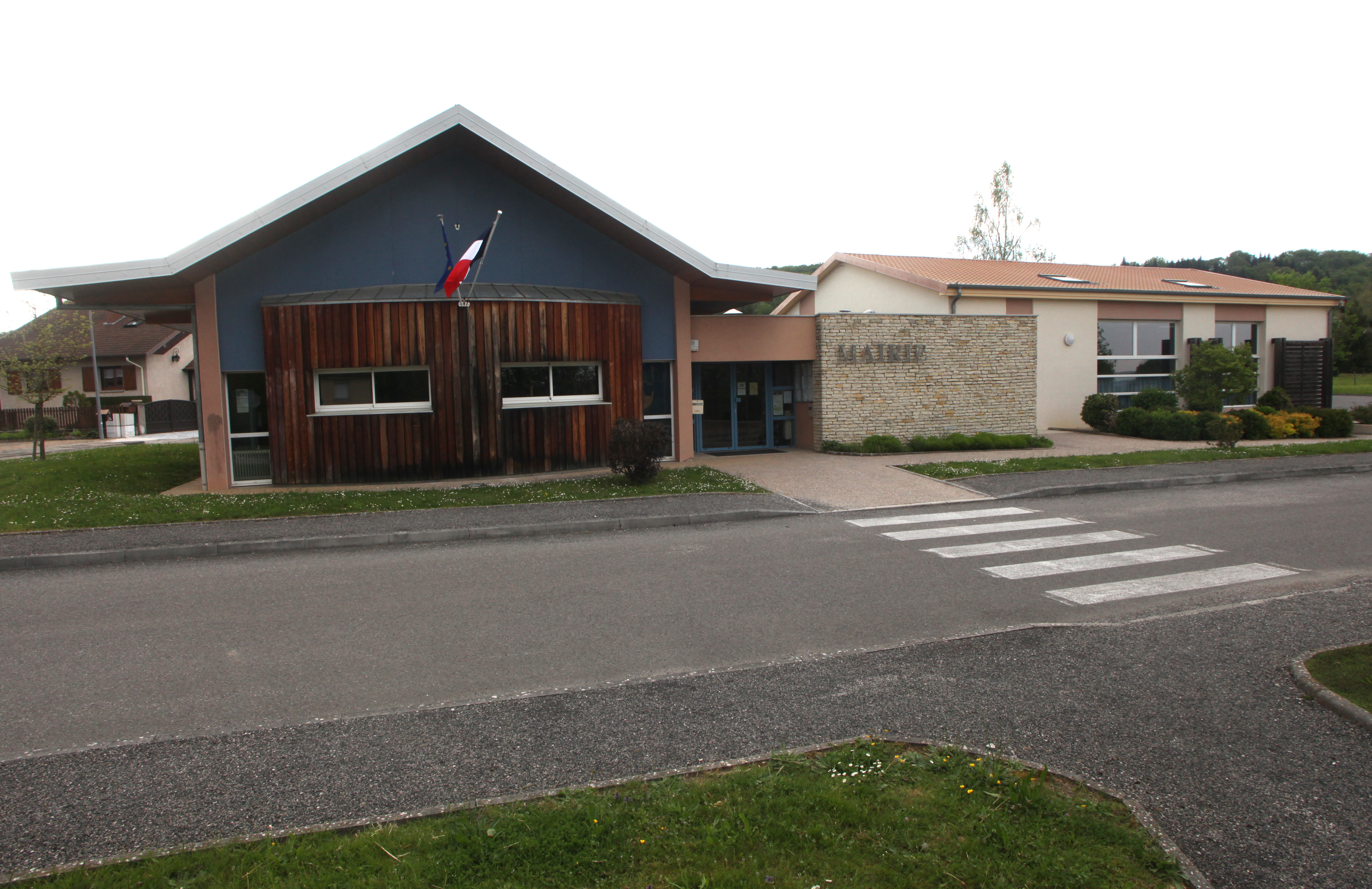
La mairie.

| Période                                  | Période  | Identité           | Étiquette | Qualité                                          |
| ---------------------------------------- | -------- | ------------------ | --------- | ------------------------------------------------ |
| 1995                                     | 2001     | Jacques Curty      |           |                                                  |
| 2001                                     | 2008     | Philippe Chanau    |           |                                                  |
| 2008                                     | 2014     | Jacques Curty      |           |                                                  |
| 2014                                     | mai 2020 | Catherine Cuinet   | DVD       | Infirmière retraitée, conseillère départementale |
| mai 2020                                 | En cours | Jean-Pierre Jannin |           |                                                  |
| Les données manquantes sont à compléter. |          |                    |           |                                                  |

## Démographie
L'évolution du nombre d'habitants est connue à travers les recensements de la population effectués dans la commune depuis 1836. Pour les communes de moins de 10 000 habitants, une enquête de recensement portant sur toute la population est réalisée tous les cinq ans, les populations de référence des années intermédiaires étant quant à elles estimées par interpolation ou extrapolation. Pour la commune, le premier recensement exhaustif entrant dans le cadre du nouveau dispositif a été réalisé en 2004.

En 2022, la commune comptait 495 habitants, en évolution de +11,74 % par rapport à 2016 (Doubs : +1,88 %, France hors Mayotte : +2,11 %).
| 1836 | 1841 | 1846 | 1851 | 1856 | 1861 | 1866 | 1872 | 1876 |
| ---- | ---- | ---- | ---- | ---- | ---- | ---- | ---- | ---- |
| 508  | 521  | 487  | 499  | 425  | 408  | 394  | 358  | 353  |

| 1881 | 1886 | 1891 | 1896 | 1901 | 1906 | 1911 | 1921 | 1926 |
| ---- | ---- | ---- | ---- | ---- | ---- | ---- | ---- | ---- |
| 332  | 317  | 282  | 271  | 287  | 276  | 271  | 251  | 241  |

| 1931 | 1936 | 1946 | 1954 | 1962 | 1968 | 1975 | 1982 | 1990 |
| ---- | ---- | ---- | ---- | ---- | ---- | ---- | ---- | ---- |
| 239  | 236  | 239  | 225  | 203  | 244  | 273  | 368  | 400  |

| 1999 | 2004 | 2006 | 2009 | 2014 | 2019 | 2022 | - | - |
| ---- | ---- | ---- | ---- | ---- | ---- | ---- | - | - |
| 437  | 448  | 443  | 437  | 450  | 478  | 495  | - | - |

## Vie locale
Chaque année a lieu un concours de décoration de Noël. En 2018, la commune a accueilli la 25e rencontre nationale des 2CV clubs de France
Voici une liste des associations de la commune :
"1,2,3, Soleil" ; Association des parents d’élèves de l’école des villages Fontain, Arguel, La Vèze et Pugey. Présidente : Nadège QUINTY
2CV Club Bisontin ; Président : Michel RENAUD
ACCA (chasse) ; Président : Benoît PASCAL
Tennis 16... At : 16 ; Président : Raymond BARBIER
Cycliste de La Vèze ; Président : Didier JOLIBOIS
Aéroclub de Besançon la Vèze ; Président : Philippe CABEL

## Économie
La commune héberge l'aéroport de Besançon-La Vèze géré par la Chambre de commerce et d'industrie Saône-Doubs et deux restaurants, Le Vézois et Les Granges du Liège.

## Lieux et monuments
- Édifice religieux. Une première chapelle, vraisemblablement liée à la léproserie, existait déjà avant 1413. Cependant le hameau dépend de la paroisse bisontine de Saint Jean-Baptiste, située dans l'actuel square Castan, et les habitants se plaignent de son éloignement. Cette chapelle est enfin érigée en paroisse indépendante en 1747 et menace ruine en 1857, nécessitant sa démolition lors de l'inauguration de la nouvelle église de la Nativité de Saint Jean-Baptiste. Le nouveau bâtiment est construit d'après les plans de l'architecte Maximilien Painchaux à partir de 1865 sur le verger de la cure, achevé en 1871... mais le maçon attend encore le paiement de sa tâche en 1883. Les paroissiens, se souvenant de l'importance des sacrifices qu'ils ont consentis, considèrent que l'église leur appartient et s'opposent aux autorités en 1906, nécessitant l'intervention des forces de l'ordre.

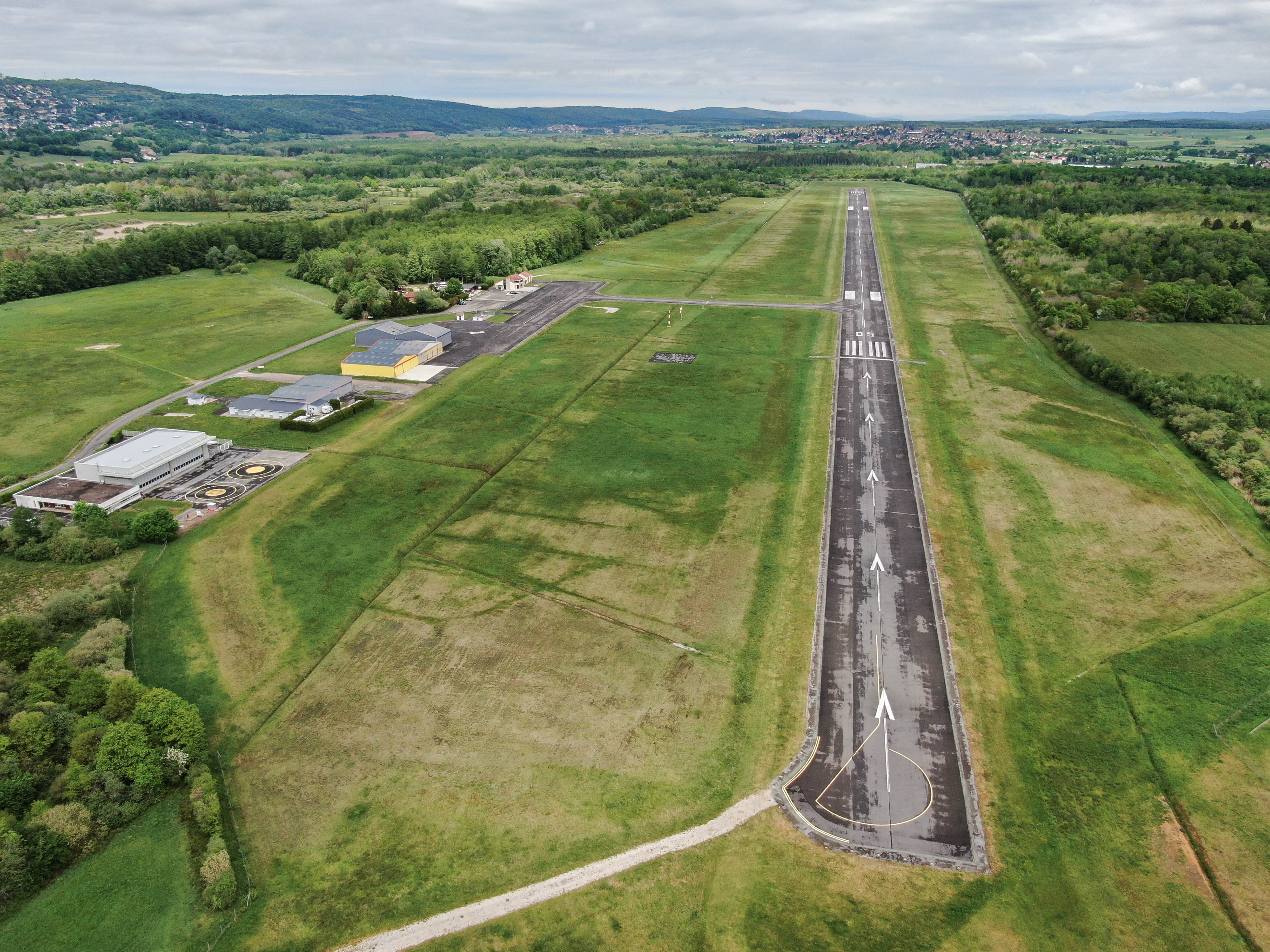
Aéroport de Besançon-La Vèze.
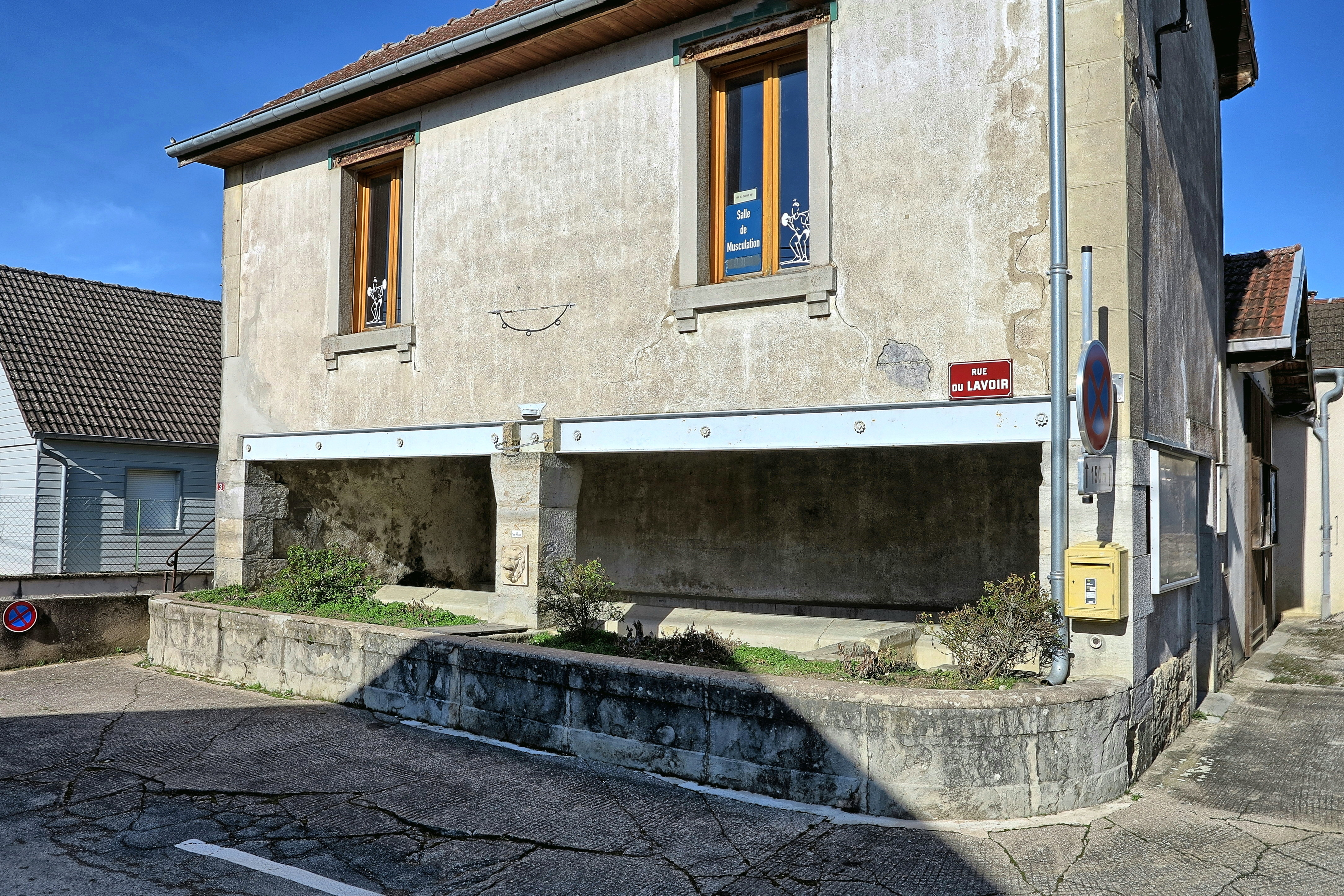
Lavoir couvert.
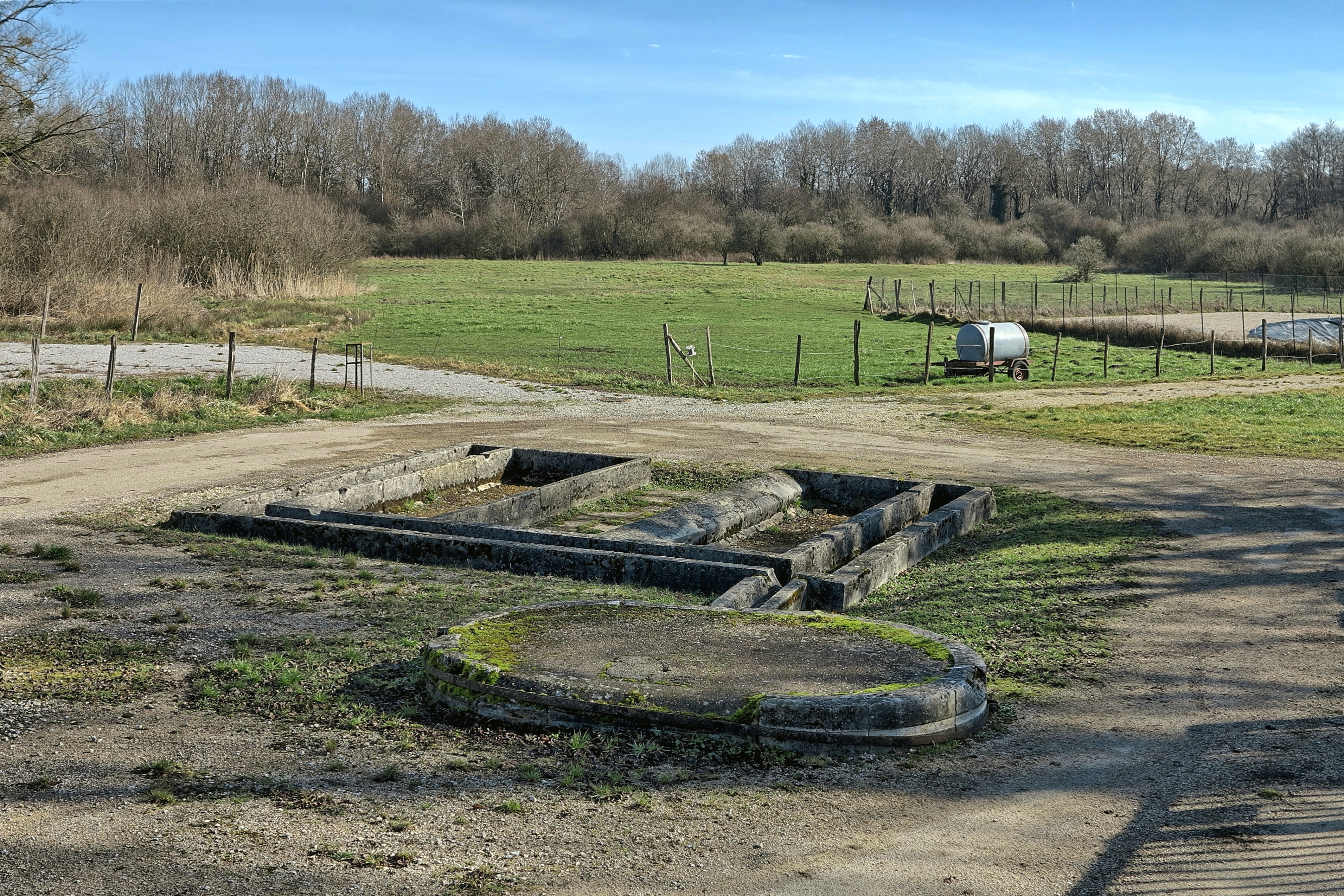
Lavoir-abreuvoir.
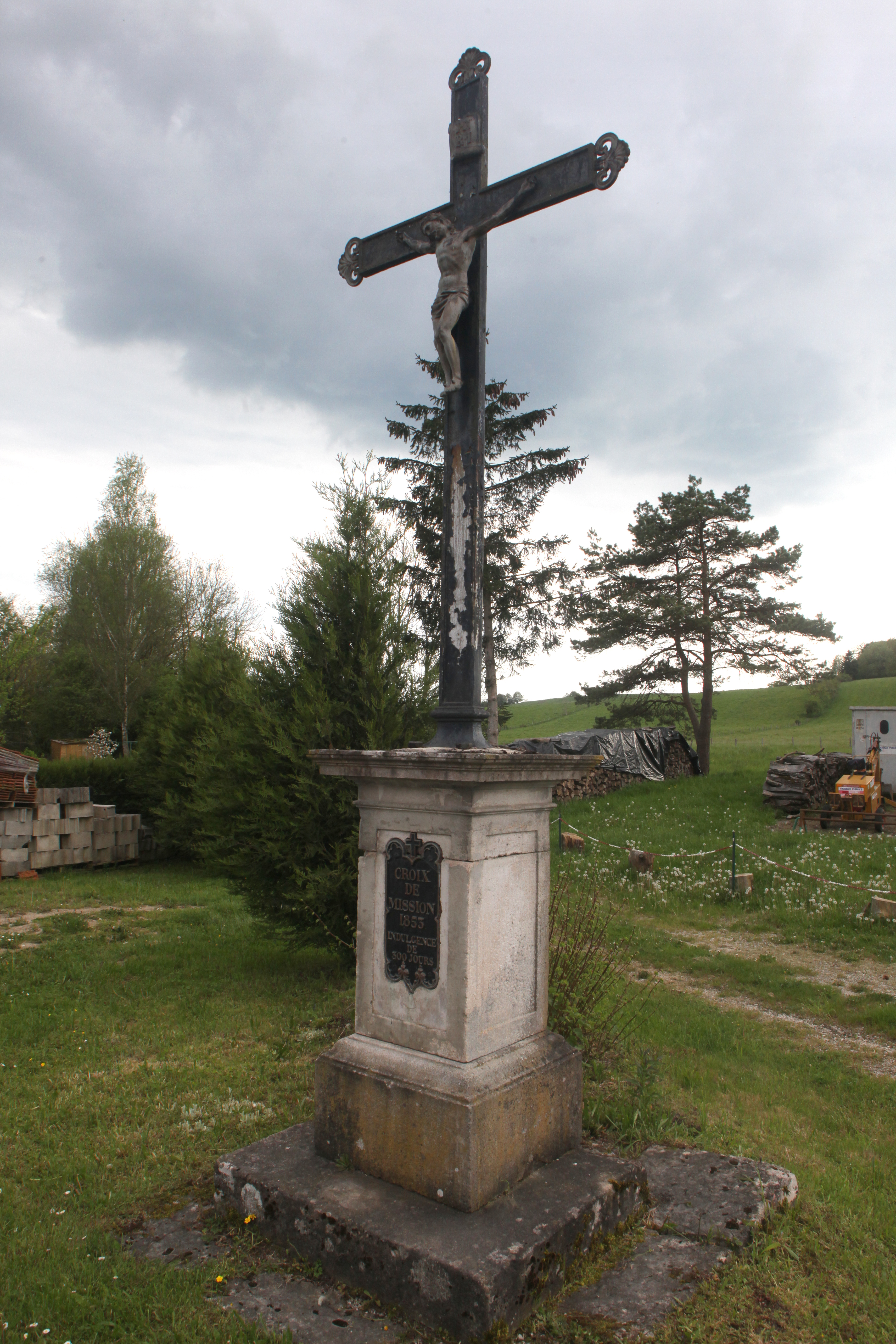
Croix de mission.

- Les deux lavoirs.

- Aéroport de Besançon-La Vèze.
- Lavoir couvert.
- Lavoir-abreuvoir.
- Croix de mission.